# Caesars Superdome
Caesars Superdome, thường được gọi đơn giản là Superdome, là một sân vận động thể thao và triển lãm dạng vòm nằm ở Khu Thương mại Trung tâm của New Orleans, Louisiana, Hoa Kỳ. Sân chủ yếu đóng vai trò là sân nhà của New Orleans Saints của National Football League (NFL), là địa điểm tổ chức Sugar Bowl, New Orleans Bowl trong bóng bầu dục đại học và trận đấu bóng bầu dục cạnh tranh lâu năm giữa Đại học Southern và Đại học Bang Grambling của SWAC Conference, được gọi là Bayou Classic (được tổ chức hàng năm, mỗi cuối tuần Lễ Tạ ơn). Sân cũng là nơi tổ chức Battle of the Bands giữa "The Human Jukebox" của Đại học Southern và Tiger Marching Band của Bang Grambling.
Các kế hoạch được lập vào năm 1967 bởi công ty kiến trúc hiện đại Curtis and Davis của New Orleans và công trình được khánh thành với tên gọi Louisiana Superdome vào năm 1975. Khung thép của sân bao gồm một khu đất rộng 13 mẫu Anh (5,3 ha) và 273 foot (83 m) mái vòm được làm bằng khung nhiều vòng và có đường kính 680 foot (207 m), khiến nó trở thành cấu trúc mái vòm cố định lớn nhất trên thế giới. Sân tiếp giáp với Trung tâm Smoothie King.
Do quy mô và vị trí của công trình ở một trong những điểm du lịch lớn của Hoa Kỳ, Superdome thường xuyên tổ chức các sự kiện thể thao lớn, bao gồm Super Bowl, College Football Playoff National Championship và Final Four trong bóng rổ đại học. Sân vận động cũng là sân nhà lâu đời của đội bóng bầu dục Tulane Green Wave của Đại học Tulane cho đến năm 2014 (khi họ trở lại Sân vận động Yulman trong khuôn viên trường) và là sân nhà của New Orleans Jazz của Giải bóng rổ Nhà nghề Mỹ (NBA) từ năm 1975 đến năm 1979.
Superdome đã thu hút được sự chú ý của quốc tế vào năm 2005 khi sân là nơi trú ẩn của hàng nghìn người tìm kiếm nơi trú ẩn khỏi cơn bão Katrina. Công trình bị thiệt hại nặng nề do cơn bão và phải đóng cửa trong nhiều tháng sau đó. Cuối cùng, người ta quyết định rằng công trình sẽ được tân trang lại hoàn toàn và mở cửa trở lại kịp cho lễ khánh thành sân nhà của Saints vào ngày 25 tháng 9 năm 2006.
Vào ngày 3 tháng 10 năm 2011, có thông báo rằng nhà sản xuất ô tô Đức Mercedes-Benz đã mua quyền đặt tên cho sân vận động. Tên mới có hiệu lực vào ngày 23 tháng 10 năm 2011. Vào ngày 19 tháng 5 năm 2020, có thông báo rằng Mercedes-Benz sẽ không gia hạn thỏa thuận quyền đặt tên sau khi hợp đồng hiện tại hết hạn vào tháng 7 năm 2021.